# مصطفى بطران
مصطفى بطران شاعر ومناضل سوداني، من شعراء الحقيبة البارزين، تميز بإجادته للوصف، سماه الشاعر مبارك المغربي «الوصاف» تعبيرا عن قدرته العالية على الوصف، كما سمي أيضا شاعر الطبيعة.

## الميلاد والنشأة
أسمه مصطفى الحاج بطران، ينتمي إلى قبيلة المحس تحديدا من جزيرة سكوت، ولد في العام 1904ميلادية بمدينة الخرطوم بحري، حلة حمد، كان الابن البكر لوالده الذي إمتهن التجارة، تعلم مصطفى في الخلوة القرآن الكريم ومبادئ اللغة العربية ثم درس المدرسة الوسطى بالخرطوم.

## حياته
بعد إكماله المدرسة الوسطى عمل كاتبا في السكة حديد، فتنقل بحكم طبيعة عمله بين عدد من المدن وكانت أغلب رحلاته إلى مدينتي عطبرة وجوبا، لم يستمر في وظيفته بسبب مواجهته للحكم الإنجليزي في ذلك الوقت، عمل بمجلس البلدية في مدينة الخرطوم بحرى في اواخر ايامه.لم يتزوج مصطفى بطران حتى وفاته، لأن الفتاة التي أحبها كانت تحب رجل آخر، فألهمه ذلك الكثير من اغنيات الالم والحرمان.

## مسيرته الفنية
سماه النقاد شاعر الطبيعة لأن مصطفى بطران كتب الكثير من الأغاني في وصف جمال الطبيعة على عكس معظم أبناء جيله من شعراء الحقيبة الذين ارتكزت قصائدهم على وصف جمال المرأة ومن الأغاني التي وصف خلالها الطبيعة : (أطرد الأحلام، زمن الربيع حلا، جنينة البلدية، وهبّ جانا النسيم عليل). أطلق عليه الشاعر مبارك المغربي لقب الشاعر الوصاف لقدرته الهائلة على الوصف.
على الرغم من قصر مسيرته الفنية وسنوات معاناته من مرض السل، الا ان مصطفى مطران كان غزير الإنتاج وكتب الكثير من القصائد وهو على فراش المرض وتغنى بأغانيه عدد كبير من فناني الحقيبة.

### من أغانيه:[4]
- زمن الربيع حلا
- ليل السعادة
- ما بالنية فرقتك يا الدرة المكنية
- دمعة الشوق
- عقلي إنشغل بهواك
- يا شادي قول
- عازة عز وصالك
- الناعس المكحول
- أطرد الأحلام يا جميل
- يا خفيف الروح
- قوم بينا نلاقي مناظر

#### فنانون تغنوا بأغاني مطران
- بادي محمد الطيب
- عبد الكريم كرومة
- محمد أحمد سرور
- خضر بشير
- الأمين برهان
- عوض دراج
- حمد الريح

## وفاته
توفي مصطفى بطران في ريعان شبابه، بالتحديد في العام 1939م لم يتجاوز عمره وقتها الخامسة وثلاثين، ظل طريح الفراش بمستشفى النهر لمدة ثلاث سنوات قبل وفاته بسبب مرض السل، تحدث الشاعر مصطفى بطران عن معاناته من المرض في عدد من أغانيه. وحسب المؤرخين كتب بطران أغنية (دمعة الشوق) وهو في المستشفى على فراش الموت وأعطاها لـ«محمد أحمد سرور» الذي لحنها، وقام عبد الكريم كرومة بغنائئها بمصاحبة آلة البيانو وسجلها في اسطوانة، الا ان بطران مات قبل تسجيلها وتقول الأغنية:
نسمة السحار ليلى طال هبي
أنا مساهر.. ونومي متخبي
نتحل جسمي والمحال طبي
مصدره الزهرة الفي نواحي سهيل
انشغال فكري.. وانفقاد لبي
وشحوب لوني.. كل من حبي
صدري مزماري والدموع شربي
انطرب كل ما ذكره يخطر بي